# Übersicht der Listen der Naturdenkmale im Eifelkreis Bitburg-Prüm
Die Übersicht der Listen der Naturdenkmale im Eifelkreis Bitburg-Prüm nennt die Listen und die Anzahl der Naturdenkmale in den Städten und Gemeinden im rheinland-pfälzischen Landkreis Eifelkreis Bitburg-Prüm. Die Listen enthalten 146 im Landschaftsinformationssystem der Naturschutzverwaltung Rheinland-Pfalz verzeichnete Naturdenkmale.

## Verbandsgemeinde Arzfeld
In den 43 verbandsangehörigen Gemeinden der Verbandsgemeinde Arzfeld sind insgesamt 21 Naturdenkmale verzeichnet.
| Ort            | Naturdenkmalliste                                     | Gesamtanzahl Naturdenkmale |
| -------------- | ----------------------------------------------------- | -------------------------- |
| Euscheid       | Liste der Naturdenkmale in Euscheid                   | 1                          |
| Großkampenberg | Liste der Naturdenkmale in Großkampenberg             | 1                          |
| Lascheid       | Liste der Naturdenkmale in Lascheid                   | 1                          |
| Lichtenborn    | Liste der Naturdenkmale in Lichtenborn                | 2                          |
| Lützkampen     | Liste der Naturdenkmale in Lützkampen                 | 1                          |
| Mauel          | Liste der Naturdenkmale in Mauel                      | 2                          |
| Merlscheid     | Liste der Naturdenkmale in Merlscheid (bei Pronsfeld) | 1                          |
| Oberpierscheid | Liste der Naturdenkmale in Oberpierscheid             | 1                          |
| Olmscheid      | Liste der Naturdenkmale in Olmscheid                  | 1                          |
| Plütscheid     | Liste der Naturdenkmale in Plütscheid                 | 2                          |
| Roscheid       | Liste der Naturdenkmale in Roscheid                   | 1                          |
| Üttfeld        | Liste der Naturdenkmale in Üttfeld                    | 4                          |
| Waxweiler      | Liste der Naturdenkmale in Waxweiler                  | 3                          |

In Arzfeld, 
Dackscheid, 
Dahnen,
Daleiden, 
Dasburg,
Eilscheid, 
Eschfeld, 
Hargarten, 
Harspelt, 
Herzfeld, 
Irrhausen, 
Jucken,
Kesfeld,
Kickeshausen, 
Kinzenburg, 
Krautscheid, 
Lambertsberg, 
Lauperath, 
Leidenborn, 
Lierfeld, 
Lünebach, 
Manderscheid, 
Niederpierscheid, 
Pintesfeld, 
Preischeid, 
Reiff,
Reipeldingen, 
Sengerich, 
Sevenig (Our) und 
Strickscheid sind keine Naturdenkmale verzeichnet.

## Bitburg
In der verbandsfreien Stadt Bitburg sind 4 Naturdenkmale verzeichnet.

## Verbandsgemeinde Bitburger Land
In den 72 verbandsangehörigen Gemeinden der Verbandsgemeinde Bitburger Land sind insgesamt 40 Naturdenkmale verzeichnet.
| Ort                   | Naturdenkmalliste                                | Gesamtanzahl Naturdenkmale |
| --------------------- | ------------------------------------------------ | -------------------------- |
| Badem                 | Liste der Naturdenkmale in Badem                 | 1                          |
| Bettingen             | Liste der Naturdenkmale in Bettingen (Eifel)     | 1                          |
| Biersdorf am See      | Liste der Naturdenkmale in Biersdorf am See      | 1                          |
| Brecht                | Liste der Naturdenkmale in Brecht (Eifel)        | 1                          |
| Dudeldorf             | Liste der Naturdenkmale in Dudeldorf             | 1                          |
| Echtershausen         | Liste der Naturdenkmale in Echtershausen         | 1                          |
| Ehlenz                | Liste der Naturdenkmale in Ehlenz                | 2                          |
| Hütterscheid          | Liste der Naturdenkmale in Hütterscheid          | 2                          |
| Hüttingen an der Kyll | Liste der Naturdenkmale in Hüttingen an der Kyll | 2                          |
| Idesheim              | Liste der Naturdenkmale in Idesheim              | 1                          |
| Kyllburg              | Liste der Naturdenkmale in Kyllburg              | 2                          |
| Ließem                | Liste der Naturdenkmale in Ließem (Eifel)        | 1                          |
| Malberg               | Liste der Naturdenkmale in Malberg (Eifel)       | 1                          |
| Messerich             | Liste der Naturdenkmale in Messerich             | 1                          |
| Neidenbach            | Liste der Naturdenkmale in Neidenbach            | 2                          |
| Niederstedem          | Liste der Naturdenkmale in Niederstedem          | 3                          |
| Niederweiler          | Liste der Naturdenkmale in Niederweiler (Eifel)  | 2                          |
| Oberkail              | Liste der Naturdenkmale in Oberkail              | 1                          |
| Oberweis              | Liste der Naturdenkmale in Oberweis              | 1                          |
| Rittersdorf           | Liste der Naturdenkmale in Rittersdorf (Eifel)   | 1                          |
| Röhl                  | Liste der Naturdenkmale in Röhl                  | 1                          |
| Sankt Thomas          | Liste der Naturdenkmale in Sankt Thomas (Eifel)  | 1                          |
| Sefferweich           | Liste der Naturdenkmale in Sefferweich           | 2                          |
| Seinsfeld             | Liste der Naturdenkmale in Seinsfeld             | 1                          |
| Sülm                  | Liste der Naturdenkmale in Sülm                  | 1                          |
| Wettlingen            | Liste der Naturdenkmale in Wettlingen            | 2                          |
| Wilsecker             | Liste der Naturdenkmale in Wilsecker             | 1                          |
| Wolsfeld              | Liste der Naturdenkmale in Wolsfeld              | 3                          |

In Balesfeld,
Baustert,
Bickendorf,
Birtlingen,
Brimingen,
Burbach,
Dahlem,
Dockendorf, 
Enzen,
Eßlingen, 
Etteldorf, 
Feilsdorf, 
Fließem,
Gindorf,
Gondorf,
Gransdorf, 
Halsdorf, 
Hamm,
Heilenbach, 
Hisel,
Idenheim, 
Ingendorf, 
Kyllburgweiler, 
Malbergweich, 
Meckel,
Metterich, 
Mülbach,
Nattenheim, 
Neuheilenbach, 
Oberstedem, 
Oberweiler, 
Olsdorf,
Orsfeld,
Pickließem, 
Scharfbillig, 
Schleid,
Seffern,
Steinborn, 
Stockem,
Trimport, 
Usch,
Wiersdorf, 
Wißmannsdorf und 
Zendscheid sind keine Naturdenkmale verzeichnet.

## Verbandsgemeinde Prüm
In den 44 verbandsangehörigen Gemeinden der Verbandsgemeinde Prüm sind insgesamt 24 Naturdenkmale verzeichnet.
| Ort             | Naturdenkmalliste                               | Gesamtanzahl Naturdenkmale |
| --------------- | ----------------------------------------------- | -------------------------- |
| Auw bei Prüm    | Liste der Naturdenkmale in Auw bei Prüm         | 1                          |
| Buchet          | Liste der Naturdenkmale in Buchet               | 2                          |
| Büdesheim       | Liste der Naturdenkmale in Büdesheim            | 3                          |
| Dingdorf        | Liste der Naturdenkmale in Dingdorf             | 1                          |
| Gondenbrett     | Liste der Naturdenkmale in Gondenbrett          | 1                          |
| Hersdorf        | Liste der Naturdenkmale in Hersdorf             | 1                          |
| Kleinlangenfeld | Liste der Naturdenkmale in Kleinlangenfeld      | 2                          |
| Matzerath       | Liste der Naturdenkmale in Matzerath            | 1                          |
| Mützenich       | Liste der Naturdenkmale in Mützenich (bei Prüm) | 1                          |
| Olzheim         | Liste der Naturdenkmale in Olzheim              | 2                          |
| Orlenbach       | Liste der Naturdenkmale in Orlenbach            | 1                          |
| Prüm            | Liste der Naturdenkmale in Prüm                 | 1                          |
| Rommersheim     | Liste der Naturdenkmale in Rommersheim          | 1                          |
| Roth bei Prüm   | Liste der Naturdenkmale in Roth bei Prüm        | 2                          |
| Schönecken      | Liste der Naturdenkmale in Schönecken           | 1                          |
| Schwirzheim     | Liste der Naturdenkmale in Schwirzheim          | 1                          |
| Seiwerath       | Liste der Naturdenkmale in Seiwerath            | 1                          |
| Winterspelt     | Liste der Naturdenkmale in Winterspelt          | 1                          |

In Bleialf,
Brandscheid,
Feuerscheid,
Fleringen,
Giesdorf,
Großlangenfeld,
Habscheid,
Heckhuscheid,
Heisdorf,
Lasel,
Masthorn, 
Neuendorf, 
Niederlauch, 
Nimshuscheid, 
Nimsreuland, 
Oberlascheid, 
Oberlauch, 
Pittenbach, 
Pronsfeld, 
Sellerich, 
Wallersheim, 
Watzerath, 
Wawern,
Weinsheim, 
Winringen und 
Winterscheid sind keine Naturdenkmale verzeichnet.

## Verbandsgemeinde Speicher
In den 9 verbandsangehörigen Gemeinden der Verbandsgemeinde Speicher sind insgesamt 5 Naturdenkmale verzeichnet.
| Ort         | Naturdenkmalliste                           | Gesamtanzahl Naturdenkmale |
| ----------- | ------------------------------------------- | -------------------------- |
| Herforst    | Liste der Naturdenkmale in Herforst         | 1                          |
| Spangdahlem | Liste der Naturdenkmale in Spangdahlem      | 1                          |
| Speicher    | Liste der Naturdenkmale in Speicher (Eifel) | 3                          |

In Auw an der Kyll,
Beilingen,
Hosten,
Orenhofen, 
Philippsheim und 
Preist sind keine Naturdenkmale verzeichnet.

## Verbandsgemeinde Südeifel
In den 65 verbandsangehörigen Gemeinden der Verbandsgemeinde Südeifel sind insgesamt 52 Naturdenkmale verzeichnet.
| Ort                   | Naturdenkmalliste                                | Gesamtanzahl Naturdenkmale |
| --------------------- | ------------------------------------------------ | -------------------------- |
| Alsdorf               | Liste der Naturdenkmale in Alsdorf (Eifel)       | 1                          |
| Berkoth               | Liste der Naturdenkmale in Berkoth               | 1                          |
| Biesdorf              | Liste der Naturdenkmale in Biesdorf (Eifel)      | 1                          |
| Bollendorf            | Liste der Naturdenkmale in Bollendorf            | 11                         |
| Burg                  | Liste der Naturdenkmale in Burg (Eifel)          | 1                          |
| Echternacherbrück     | Liste der Naturdenkmale in Echternacherbrück     | 1                          |
| Ernzen                | Liste der Naturdenkmale in Ernzen                | 8                          |
| Ferschweiler          | Liste der Naturdenkmale in Ferschweiler          | 1                          |
| Holsthum              | Liste der Naturdenkmale in Holsthum              | 2                          |
| Irrel                 | Liste der Naturdenkmale in Irrel                 | 2                          |
| Körperich             | Liste der Naturdenkmale in Körperich             | 8                          |
| Lahr                  | Liste der Naturdenkmale in Lahr (Eifel)          | 1                          |
| Mettendorf            | Liste der Naturdenkmale in Mettendorf (Eifel)    | 1                          |
| Neuerburg             | Liste der Naturdenkmale in Neuerburg             | 2                          |
| Niederraden           | Liste der Naturdenkmale in Niederraden           | 1                          |
| Nusbaum               | Liste der Naturdenkmale in Nusbaum               | 1                          |
| Obergeckler           | Liste der Naturdenkmale in Obergeckler           | 1                          |
| Peffingen             | Liste der Naturdenkmale in Peffingen             | 1                          |
| Prümzurlay            | Liste der Naturdenkmale in Prümzurlay            | 2                          |
| Roth an der Our       | Liste der Naturdenkmale in Roth an der Our       | 1                          |
| Sevenig bei Neuerburg | Liste der Naturdenkmale in Sevenig bei Neuerburg | 1                          |
| Wallendorf            | Liste der Naturdenkmale in Wallendorf (Eifel)    | 2                          |
| Weidingen             | Liste der Naturdenkmale in Weidingen             | 1                          |

In Affler,
Altscheid,
Ammeldingen an der Our, 
Ammeldingen bei Neuerburg, 
Bauler,
Berscheid, 
Dauwelshausen, 
Eisenach, 
Emmelbaum, 
Fischbach-Oberraden, 
Geichlingen,
Gemünd,
Gentingen, 
Gilzem,
Heilbach, 
Herbstmühle, 
Hommerdingen, 
Hütten,
Hüttingen bei Lahr, 
Karlshausen, 
Kaschenbach, 
Keppeshausen, 
Koxhausen, 
Kruchten, 
Leimbach, 
Menningen, 
Minden,
Muxerath, 
Nasingen, 
Niederweis, 
Niehl,
Plascheid, 
Rodershausen, 
Schankweiler, 
Scheitenkorb, 
Scheuern, 
Sinspelt, 
Übereisenbach, 
Uppershausen, 
Utscheid, 
Waldhof-Falkenstein und
Zweifelscheid sind keine Naturdenkmale verzeichnet.